# Vetterslev
Vetterslev is een plaats in de Deense regio Seeland, gemeente Ringsted. De plaats telt 574 inwoners (2008).